# Alaena amazoula
Alaena amazoula là một loài bướm ngày thuộc họ Lycaenidae. Loài này có ở phía nam châu Phi.
Sải cánh từ 22–28 mm đối với con đực và 25–32 mm đối với con cái. Cá thể trưởng thành mọc cánh từ tháng 10 tới tháng 5 (đỉnh điểm từ tháng 12 tới tháng 1). Mỗi năm loài này có một thế hệ.
Ấu trùng ăn các loài Cyanobacteria.

## Phân loài
- Alaena amazoula amazoula (East Cape to phía bắc KwaZulu-Natal)
- Alaena amazoula ochroma Vári, 1976 (Swaziland to Mpumalanga, Gauteng, the Orange Free State, Limpopo, North West Province, Mozambique, Zimbabwe)
- Alaena amazoula congoana Aurivillius, 1914 (phía nam Zaire, Angola, Namibia)
- Alaena amazoula nyasana Hawker-Smith, 1933